# Ludwig zu Erbach-Fürstenau
Wilhelm Ludwig Friedrich Graf zu Erbach-Fürstenau (* 22. Juni 1788 in Fürstenau; † 12. Oktober 1865 ebenda) war ein deutscher Offizier und Abgeordneter aus dem Zweig Erbach-Fürstenau des Adelsgeschlechtes Erbach.

## Leben
Seine Eltern waren der preußische Generalmajor Christian Karl zu Erbach-Fürstenau (1757–1803) und dessen Ehefrau Dorothea Louise Marianne, geborene Gräfin von Degenfeld-Schonburg (1765–1827), Tochter von Oberst August Christoph von Degenfeld-Schonburg (1730–1814). 
Ab 1805 in den österreichischen Militärdienst als Leutnant, dann Eskadrons-Kommandant im Erbprinz zu Hessen-Homburg 4. Husaren-Regiment. Ab 1824 lebte er auf Schloss Fürstenau, dann in Michelstadt.
Von 1833 bis 1836 (als Vertreter des Bruders Albrecht Graf zu Erbach-Fürstenau) und von 1851 bis 1856 (als gewählter Abgeordneter der höchstbesteuerten Grundbesitzer) war er Mitglied der Ersten Kammer des Landtags des Großherzogtums Hessen. Dort war er von 1835 bis 1836 Zweiter Präsident.